# Dorsa Dana
Il Dorsa Dana è un sistema di creste lunari intitolato al geologo, mineralogista e zoologo statunitense James Dwight Dana nel 1976. Si trova nel Mare Smythii e ha una lunghezza di circa 70 km.